# Dragon – Söhne von Atlantis
Dragon – Söhne von Atlantis ist eine deutsche Heftromanserie aus dem Erich Pabel Verlag, die von 1973 bis 1975 erschien und insgesamt 55 Ausgaben erreichte. Die Serie wurde von Autoren geschrieben, die auch an anderen im Pabel-Verlag erscheinenden Heftromanserien mitarbeiteten (Perry Rhodan, Vampir u. a.). Zum Autorenstab gehörten William Voltz, Clark Darlton, H. G. Ewers, Hanns Kneifel, Peter Terrid, Ernst Vlcek und Hugh Walker. Die meisten von ihnen arbeiten später in der folgenden, viel länger laufenden Heftromanserie Mythor.

## Handlung
Der Kontinent Atlantis stellte einst ein interstellares Handelszentrum dar und war Zentrum technischen Wissens von Menschen und Außerirdischen. Dies fand in einem feindlichen Überraschungsangriff um 17000 v. Chr. ein jähes Ende: Atlantis wurde zerstört, die überlebenden Nachkommen fielen ohne Zugriff auf die technischen Möglichkeiten ihrer Vorväter in die Primitivität zurück.
Dragon, einst Astronom und Wissenschaftler, überlebte die Katastrophe und ruhte etwa 2.000 Jahre in einer Kälteschlafkapsel. Als die Kapsel um 15000 v. Chr. in Kleinasien entdeckt und geöffnet wird, halten seine Entdecker Dragon für einen Gott. Er ist jedoch nicht der einzige Überlebende der Katastrophe: Cnossos, ein langlebiger Außerirdischer, der nach der Katastrophe auf der Erde gestrandet war, wird ebenfalls als höheres Wesen verehrt. Als Cnossos von Dragons Existenz erfährt, beginnt ein Kampf um die Vorherrschaft der beiden „Götter“.

## Hintergrund
Dragon wurde Anfang der 1970er Jahre vom Pabel-Verlagslektor Günter M. Schelwokat als reines Fantasy-Abenteuer konzipiert. Der aus drei Heften bestehende, von William Voltz verfasste Auftakt enthielt jedoch deutliche Science-Fiction-Elemente, und auch die späteren Hefte ließen nie vergessen, dass die Fantasy-Elemente in eine „klassische“ Science-Fiction-Handlung eingebettet waren. Die Serie fand keine ausreichende Leserschaft; spätere Versuche, der Handlung noch deutlichere Science-Fiction-Elemente zu verleihen, schlugen fehl. Die Serie wurde im April 1975 abrupt (mitten im laufenden Handlungszyklus) eingestellt. Einen erneuten, diesmal jedoch wesentlich erfolgreicheren Anlauf, eine Fantasyserie zu etablieren, unternahm der Erich-Pabel-Verlag erst wieder 1980 mit der Heftserie Mythor, an der auch viele Dragon-Autoren mitarbeiteten.
Die ersten drei von William Voltz verfassten Dragon-Romane wurden 1982 als zweibändige Taschenbuchausgabe neu aufgelegt. Aus rechtlichen Gründen wurde dabei der Name der Hauptperson in „Wakan“ geändert.
1999 veröffentlichte der Weltbild-Verlag eine Neuausgabe der Serie als Hardcover. Der Erfolg der Reihe war überraschend gut, so dass von Hugh Walker ein Abschlussband verfasst wurde, der die 1975 unvollendet gebliebene Handlung zu einem Abschluss führte. Neben den insgesamt 19 Bänden erschien der von Hans Kneifel und Roman Sander herausgegebene Werkstattband Dragons Welt.
Zwei weitere neue Dragon-Romane von Hugh Walker wurden 2001 und 2002 veröffentlicht (der zweite der beiden Romane jedoch nur als E-Book). Damit wurde die Reihe vorerst eingestellt.

## Liste der Titel
| Nr. | Autor         | Titel                              | Jahr |
| --- | ------------- | ---------------------------------- | ---- |
| 01  | William Voltz | Griff nach Atlantis                | 1973 |
| 02  | William Voltz | Meister der Dimensionen            | 1973 |
| 03  | William Voltz | Untergang von Atlantis             | 1973 |
| 04  | Hans Kneifel  | Der Schrein des schlafenden Gottes | 1973 |
| 05  | Hans Kneifel  | Maratha – die Seherin              | 1973 |
| 06  | Hans Kneifel  | König der Vampire                  | 1973 |
| 07  | Ernst Vlcek   | Der Drachenreiter                  | 1973 |
| 08  | Hugh Walker   | Kampf um die Felsenburg            | 1973 |
| 09  | Peter Terrid  | Raub der Prinzessin                | 1973 |
| 10  | Hugh Walker   | Stadt der verlorenen Seelen        | 1973 |
| 11  | Ernst Vlcek   | Der König und der Magier           | 1973 |
| 12  | Hans Kneifel  | Giganten der Unterwelt             | 1973 |
| 13  | Ernst Vlcek   | Die Horden der Nacht               | 1973 |
| 14  | Ernst Vlcek   | Im Zeichen des Mondes              | 1973 |
| 15  | William Voltz | Das Tal der Drachen                | 1973 |
| 16  | Hans Kneifel  | Herren der Lüfte                   | 1973 |
| 17  | Hans Kneifel  | Marcos, der Eroberer               | 1973 |
| 18  | Clark Darlton | Die Wassermenschen von Taa         | 1973 |
| 19  | Hugh Walker   | Der Schlangengott                  | 1973 |
| 20  | Hugh Walker   | Die Macht der Götter               | 1973 |
| 21  | Hugh Walker   | Die Bruderschaft des Großen Meeres | 1973 |
| 22  | Ernst Vlcek   | Wächter der Totenküste             | 1973 |
| 23  | Ernst Vlcek   | Alesch, die Grausame               | 1974 |
| 24  | Ernst Vlcek   | Der Namenlose                      | 1974 |
| 25  | William Voltz | Herr der Kristalle                 | 1974 |
| 26  | Hans Kneifel  | Die Insel der Kyrace               | 1974 |
| 27  | Hans Kneifel  | Kampf auf dem Vulkan               | 1974 |
| 28  | Clark Darlton | Der Götterwagen                    | 1974 |
| 29  | Clark Darlton | Durch das Eisland                  | 1974 |
| 30  | Hans Kneifel  | Die Eiskönigin                     | 1974 |
| 31  | Peter Terrid  | Danilas Welt                       | 1974 |
| 32  | Ernst Vlcek   | Piraten der Lüfte                  | 1974 |
| 33  | Hugh Walker   | Ubali, der Panther                 | 1974 |
| 34  | Hugh Walker   | Im Reich der Tiermenschen          | 1974 |
| 35  | Hans Kneifel  | Das Erbe des Träumers              | 1974 |
| 36  | Hans Kneifel  | Ritter der Wüste                   | 1974 |
| 37  | Hans Kneifel  | Die Höhlen des Erdgeistes          | 1974 |
| 38  | Ernst Vlcek   | Im Namen Vestas                    | 1974 |
| 39  | William Voltz | Diener des Windes                  | 1974 |
| 40  | Hans Kneifel  | Im Land des Nebels                 | 1974 |
| 41  | Hugh Walker   | Verdammte des Dschungels           | 1974 |
| 42  | Hugh Walker   | Der Feuertöter                     | 1974 |
| 43  | Hugh Walker   | Ubali, der Paladin                 | 1974 |
| 44  | H. G. Ewers   | Die Insel des Namenlosen           | 1974 |
| 45  | Ernst Vlcek   | Duell der Giganten                 | 1974 |
| 46  | H. G. Ewers   | Das Auge der Götter                | 1974 |
| 47  | Hans Kneifel  | Der Meisterdieb von Kartug         | 1974 |
| 48  | Hans Kneifel  | Kampf am Spinnenfelsen             | 1974 |
| 49  | Hugh Walker   | Schatten über Myra                 | 1975 |
| 50  | Hugh Walker   | Meister der Dämonen                | 1975 |
| 51  | William Voltz | In der Hungerwüste                 | 1975 |
| 52  | Ernst Vlcek   | Die Blutburg                       | 1975 |
| 53  | Ernst Vlcek   | Die Rache der Versklavten          | 1975 |
| 54  | Clark Darlton | Schrecken des Meeres               | 1975 |
| 55  | Hugh Walker   | Rückkehr nach Atlantis             | 1975 |